# Gällersta forngård

Gällersta forngård är en hembygdsgård i Gällersta socken i Örebro kommun.

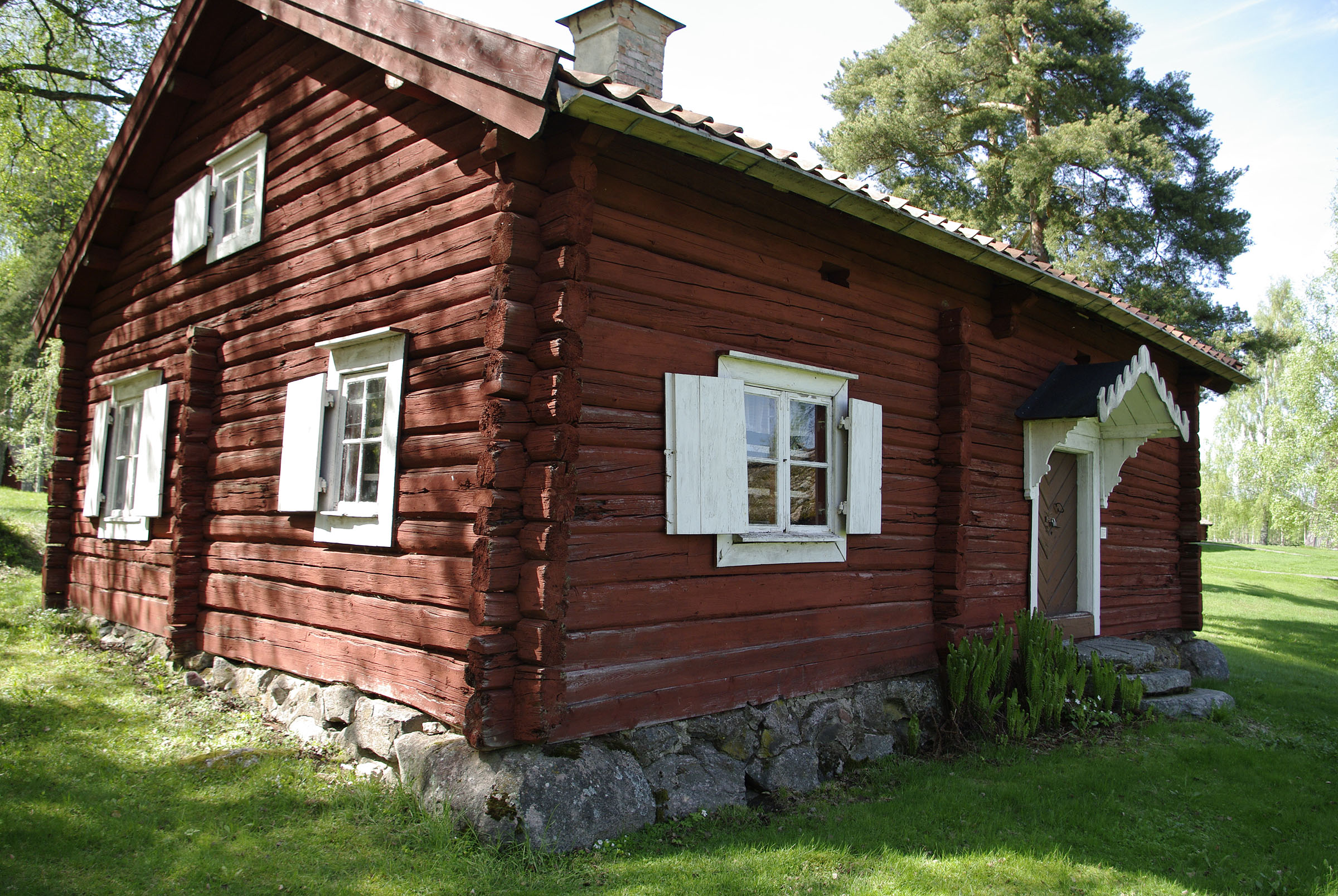
Mjölnarstugan

Gällersta forngård tillkom i slutet av 1800-talet på initiativ av Johan Lindström Saxon, hembygdsforskaren som skrev visan om Elvira Madigan. Konrad Ahlén, ägare till Frisagården i Attersta, skänkte enligt ett gåvobrev i december 1908 Frisagårdsmark till Gällersta fosterländska förening som senare blev Gällersta forngårdsförening. År 1927 uppfördes en samlingssal och senar flyttades till forngården flera byggnader från olika platser i Närke, bland annat en bondgård, ett soldattorp och en väderkvarn. 
Svalgångsboden är en byggnad från 1925, som är uppförd av gammalt timmer. På det nedre planet finns två visthusbodar och på det övre en jungfrukammare och en vävkammare. 
Den så kallade Mjölnarstugan är ett gammalt mjölnarboställe från tidigt 1800-tal vid Frisagården. Detta var det första huset som Gällersta forngårdsförening förvärvade och flyttade till forngården 1920. Invid huset står också ladugårdslängan som tidigare stått invid kyrkbacken vid Gällersta kyrka.  Linpörtet skänktes av intilliggande Fogdegården 1926.
Framstående närkingar får fortfarande sina namn inhuggna i den 3,5 meter höga Närkestenen.
På midsommarafton varje år samlas tusentals personer för att fira Gällersta Midsommarting, en tradition sedan 1952.

## Fotogalleri

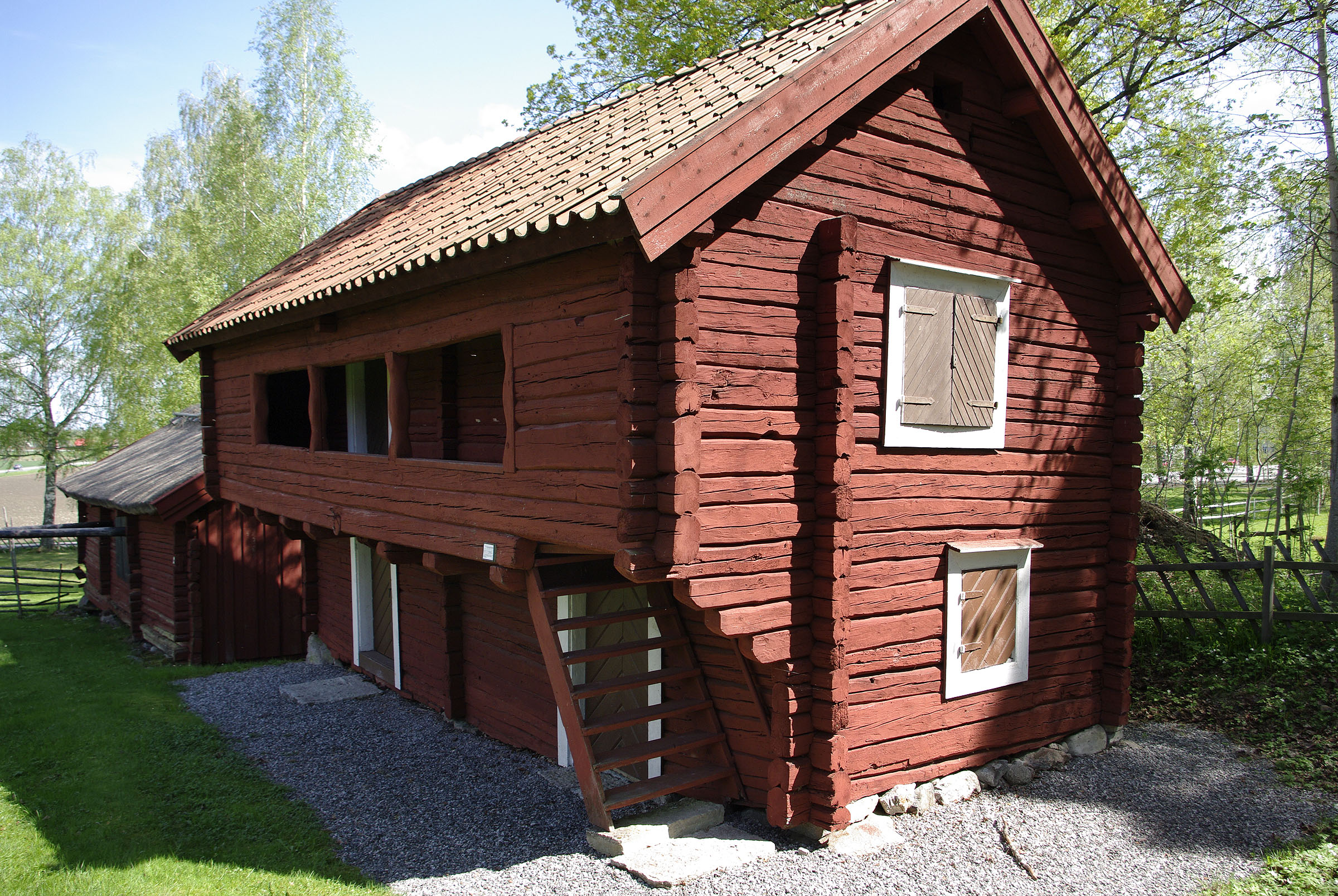
Svalgångsboden
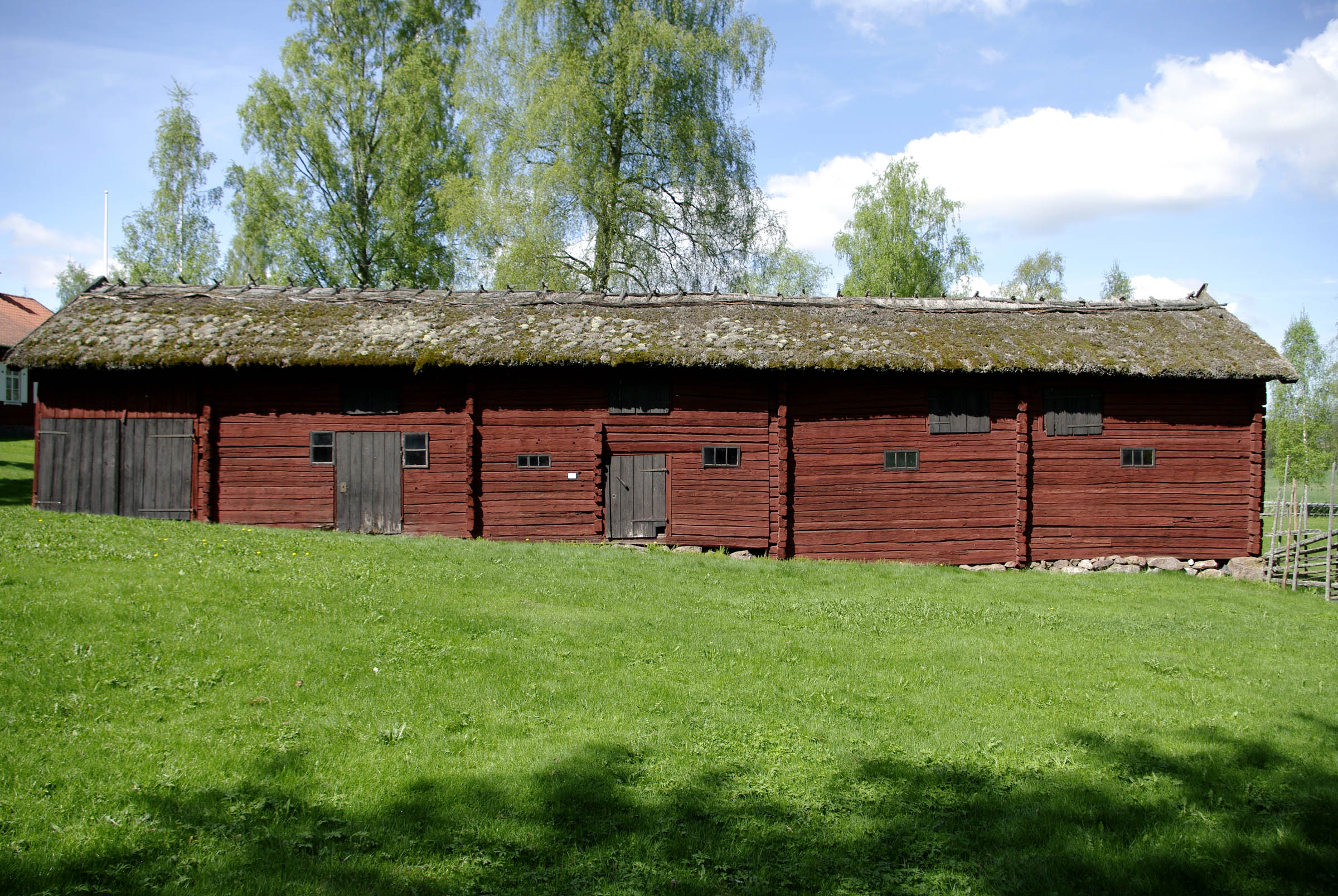
Ladugårdslängan
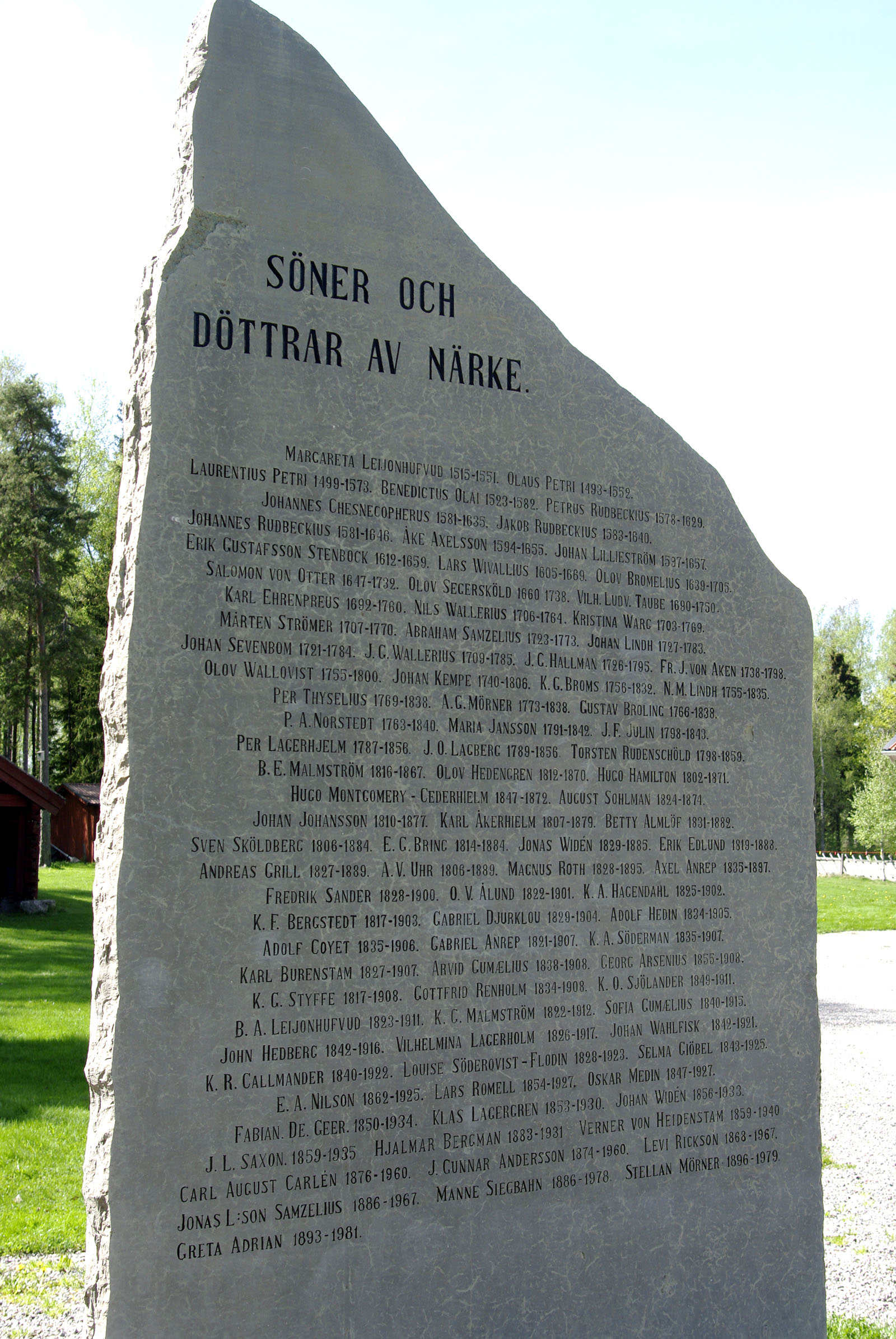
Närkestenen